# Яблунівська сотня
Яблунівська сотня — адміністративно-територіальна та військова одиниця за Гетьманщини (Військо Запорозьке Городове) з центром у містечку Яблуневе. Сотня існувала з перервами: утворена та перебувала у складі Кропивнянського і пізніше з перервами була у Лубенському полку.

## Історія
Утворена у 1648 році в складі Кропивнянського. За Зборівським миром, у 1649 році, загальна кількість козаків складала 137 чоловік.
У 1658 році, після ліквідації Кропивнянського, у жовтні того ж року увійшла до Лубенського полку.
Восени 1672 року Іван Самойлович при реформуванні полково-сотенного устрою Лівобережжя ліквідував Яблунівську сотню, включивши населені пункти до сусідніх сотень.
У ході російсько-турецької війни 1735—1739 років сотня була відновлена в 1938 році указом імператриці Анни Іоанівни. Існувала далі у складі Лубенського полку аж до остаточної ліквідації 1782 році разом зі скасуванням полково-сотенного устрою Лівобережної України. Населені пункти сотні було розподілено поміж Золотоніським, Пирятинським, Лубенським та Хорольським повітами Київського намісництва.

## Населені пункти сотні
У різний час в складі сотні перебували такі населені пункти: Білоусівка, село; Гурбинці, село; Давидівка, село; Дейманівка, село; Денисівна, село; Золотухи, село; Карпилівка, село; Кейбалівка, село; Кохнівка, село; Кроти, село; Круподержинці, село; Курилівський хутір; Лазірки, село; Малютинці, село; Митлашівка, село; Мокляки, село; Нова Гребля, село; Овсюки, село; Остапівка, село; Перервинці, село; Повстин, село; Приходьки, село; Рудка, хутір; Савинці, село; Семашківщина, хутір; Семенівка, хутір; Стукалівка, хутір; Тумківщина, хутір. Хутори: Балаклійчихи Ганни; Василевича, бубнівського сотника; Василевича Семена, бунчукового товариша; Огроновича Якима; Вороного, козака; Іванова Афанасія, пирятинського козака; Корнієвича Григорія, бунчукового товариша; Косинського Михайла, значкового товариша; Кулябки Василя, бунчукового товариша; Марковича Якова, бунчукового товариша; Михайлова, пирятинського священика; Огроновича, лубенського сотника; Огроновича Якима, значкового товариша; Олександровича Андрія, бунчукового товариша; Остаповського, пирятинського козака; Повстанського Арсенія, козака; Савинського, пирятинського священика; Савицького, лубенського полкового писаря; Савича Петра, бунчукового товариша; Сизона Івана; Тарасенкової, дружини козака; Троцького Григорія; Юркевича Миколи, військового товариша; Якубовського, пирятинського священика; Яновського Кіндрата, значкового товариша; Чумацький хутір; Шкурати, село; Яблуневе, містечко.
У ревізії 1765—1769 pp. за сотнею значаться лише містечко Яблунівка та два села — Золотухи і Остапівка.

## Сотенний устрій

### Сотники
- Федорович Матвій (1649)
- Линський Федір, Лунський (чи не Грицько), Ворона Петро (? — 1672—1672 — ?)
- Сухоніс Петро (? — 1678)
- Стороженко Степан Григорович (1742—1758)
- Дем'ян Степанович (1741, 1752, нак.)
- Чернецький Олексій Тихонович (1758—1765)
- Лещинський Клим (тимчасово виконував обов'язки сотника (1766—1773)
- Яблоновський Степан Андрійович (1773—1783)

### Писарі
- Ковалевський Іван (? — 1740—1742 — ?)
- Думенський Андрій Ничипорович (? — 1752—1753 — 1757 — ран. 1764)

### Осавули
- Світилко Іван (? — 1740 — ?)
- Свириденко Михайло (? — 1754 — ?)
- Гаврилович Федір (? — 1777)
- Слива Григорій (1777—1781)

### Хорунжі
- Овсяненко Петро (? — 1740 — ?)
- Арсєнев Матвій (? — 1753 — ?)
- Свириденко Леонтій Остапович (1767—1773)
- Чеберяк Михайло Кирилович (1775—1780 — ?)

### Городові отамани
- Балаклєй Федір (? — 1714 — ?)
- Діонісій, Остапович Семен (? — 1740 — ?)
- Омелян Остапович (? — 1742 — ?)
- Преворський Петро (? — 1752 — ?)
- Омелян Остапович (? — 1752—1753 — 1764)
- Стефанович Іван (1764—1781)
- Слива Григорій (1781—1783)

## Опис Яблунівської сотні
За описом Київського намісництва 1781 року наявні такі дані про кількість сіл та населення Яблунівської сотні (за новоствореними повітами) напередодні ліквідації:
| Населені пункти Яблунівської сотні                                                                      | Дворян і шляхетства | Різночинців | Духовенства | Церковників | Греків | Хат              | Хат                   | Хат   | Хат                                        | Хат                                                           | Всього | Всього                             |
| --- | ------------------- | ----------- | ----------- | ----------- | ------ | ---------------- | --------------------- | ----- | ------------------------------------------ | ------------------------------------------------------------- | ------ | ---------------------------------- |
| Населені пункти Яблунівської сотні                                                                      | Дворян і шляхетства | Різночинців | Духовенства | Церковників | Греків | козаків виборних | козаків підпомічників | міщан | посполитих коронних, в тому числі рангових | посполитих власницьких, різночинських і козацьких підсусідків | хат    | за останньою 1764 року ревізії душ |
| Відійшли до Золотоніського повіту (Київського намісництва):                                             |                     |             |             |             |        |                  |                       |       |                                            |                                                               |        |                                    |
| село Перервинці                                                                                         | —                   | 1           | 2           | 1           | —      | 57               | 13                    | —     | —                                          | 64                                                            | 134    | —                                  |
| слобода Свічківка                                                                                       | —                   | —           | —           | —           | —      | —                | —                     | —     | —                                          | 48                                                            | 48     | —                                  |
| село Кохнівка                                                                                           | —                   | 3           | —           | —           | —      | —                | —                     | —     | —                                          | 14                                                            | 14     | —                                  |
| село Слобідка Сербинівка                                                                                | 1                   | —           | —           | 1           | —      | —                | —                     | —     | —                                          | 37                                                            | 37     | —                                  |
| село Овсюки                                                                                             | —                   | 2           | 2           | 1           | —      | 71               | 44                    | —     | 25                                         | 12                                                            | 152    | —                                  |
| містечко Яблуневе                                                                                       | 2                   | 5           | 1           | 2           | —      | 34               | 53                    | —     | 21                                         | 87                                                            | 195    | —                                  |
| село Слобода Миколаївка                                                                                 | 1                   | —           | 1           | 1           | —      | —                | —                     | —     | —                                          | 61                                                            | 61     | —                                  |
| село Круподеринці                                                                                       | —                   | —           | 1           | 1           | —      | 19               | 24                    | —     | 31                                         | 4                                                             | 78     | —                                  |
| село Білоусівка                                                                                         | 1                   | 1           | 1           | 2           | —      | 117              | 57                    | —     | —                                          | 124                                                           | 298    | —                                  |
| село Митлашівка                                                                                         | —                   | 1           | 2           | 2           | —      | 26               | 6                     | —     | —                                          | 55                                                            | 87     | —                                  |
| До слободи Миколаївка 1. хутір осавула полкового Значка                                                 | —                   | —           | —           | —           | —      | —                | —                     | —     | —                                          | 16                                                            | 16     | —                                  |
| 2. хутір хорунжої пол. Ограновичевої                                                                    | —                   | —           | —           | —           | —      | —                | —                     | —     | —                                          | 21                                                            | 21     | —                                  |
| 3. хутір ранговий полковника Прилуцького                                                                | —                   | —           | —           | —           | —      | —                | —                     | —     | 8                                          | —                                                             | 8      | —                                  |
| 4. хутір Чавельчанський                                                                                 | —                   | —           | —           | —           | —      | —                | —                     | —     | —                                          | 50                                                            | 50     | —                                  |
| До села Круподеринці: 5. хутори козаків 6. Соколівського і Палія                                        | —                   | —           | —           | —           | —      | 3                | —                     | —     | —                                          | 4                                                             | 7      | —                                  |
| 7. хутір осавула пол. Савицького                                                                        | —                   | —           | —           | —           | —      | —                | —                     | —     | —                                          | 23                                                            | 23     | —                                  |
| 8. хутори козаків 9. Павликів і Нерознаків                                                              | —                   | —           | —           | —           | —      | 4                | —                     | —     | —                                          | 7                                                             | 11     | —                                  |
| 10. хутір козака Бѣзюка                                                                                 | —                   | —           | —           | —           | —      | 1                | —                     | —     | —                                          | 2                                                             | 3      | —                                  |
| 11. хутір військового т. Яновського                                                                     | —                   | —           | —           | —           | —      | —                | —                     | —     | —                                          | 8                                                             | 8      | —                                  |
| До села Білоусівка 12. хутір козака Зѣнченка                                                            | —                   | —           | —           | —           | —      | —                | —                     | —     | —                                          | 1                                                             | 1      | —                                  |
| До села Митлашівка 13. хутір бунчукового т. Гулака нащадків                                             | —                   | —           | —           | —           | —      | —                | —                     | —     | —                                          | 22                                                            | 22     | —                                  |
| 14. хутір військового канцеляриста Мѣцкевича жінки                                                      | —                   | —           | —           | —           | —      | —                | —                     | —     | —                                          | 17                                                            | 17     | —                                  |
| 15. хутір сотникової Базилевичевої                                                                      | —                   | —           | —           | —           | —      | —                | —                     | —     | —                                          | 24                                                            | 24     | —                                  |
| До села Кохнівка 16. хутір військового т. Юркѣвича                                                      | —                   | —           | 1           | —           | —      | —                | —                     | —     | —                                          | 27                                                            | 27     | —                                  |
| До слободи Свічківка 17. хутір полкового писаря Голиньківського                                         | —                   | —           | —           | —           | —      | —                | —                     | —     | —                                          | 17                                                            | 17     | —                                  |
| 18. хутір козака Козорѣза                                                                               | —                   | —           | —           | —           | —      | 1                | —                     | —     | —                                          | —                                                             | 1      | —                                  |
| До села Перервинці 19. хутір Велика мечеть                                                              | —                   | —           | —           | —           | —      | —                | —                     | —     | —                                          | 42                                                            | 42     | —                                  |
| До слободи Сербинівка 20. хутір Мала Мечеть                                                             | —                   | —           | —           | —           | —      | —                | —                     | —     | —                                          | 2                                                             | 2      | —                                  |
| 21. хутір Кохнишин                                                                                      | —                   | —           | —           | —           | —      | —                | —                     | —     | —                                          | 1                                                             | 1      | —                                  |
| 22. хутір Писарщина                                                                                     | —                   | —           | —           | —           | —      | —                | —                     | —     | —                                          | 47                                                            | 47     | —                                  |
| 23. хутір полковника Милорадовича                                                                       | —                   | —           | —           | —           | —      | —                | —                     | —     | —                                          | 3                                                             | 3      | —                                  |
| 24. хутір осавула полкового Савицького                                                                  | —                   | —           | —           | —           | —      | —                | —                     | —     | —                                          | 11                                                            | 11     | —                                  |
| 25. хутір Дегтярний                                                                                     | —                   | —           | —           | —           | —      | —                | —                     | —     | —                                          | 15                                                            | 15     | —                                  |
| 26. хутір осавула Савицького                                                                            | —                   | —           | —           | —           | —      | —                | —                     | —     | —                                          | 1                                                             | 1      | —                                  |
| 27. хутір Крутківський                                                                                  | —                   | —           | —           | —           | —      | —                | —                     | —     | —                                          | 1                                                             | 1      | —                                  |
| 28. хутір бунчукового т. Борозни                                                                        | —                   | —           | —           | —           | —      | —                | —                     | —     | —                                          | 40                                                            | 40     | —                                  |
| 29. хутір значкового т. жінки Мехелдихи                                                                 | —                   | 1           | —           | —           | —      | —                | —                     | —     | —                                          | 2                                                             | 2      | —                                  |
| 30. хутір в урочищі Загребелля                                                                          | —                   | —           | —           | —           | —      | 1                | 4                     | —     | —                                          | 8                                                             | 13     | —                                  |
| Разом у частині сотні Яблунівської                                                                      | 6                   | 14          | 11          | 11          | —      | 332              | 201                   | —     | 85                                         | 918                                                           | 1538   | 3841                               |
| Відійшли до Пирятинського повіту (Київського намісництва):                                              |                     |             |             |             |        |                  |                       |       |                                            |                                                               |        |                                    |
| село Давидівка                                                                                          | 2                   | 5           | 1           | 1           | —      | 70               | 30                    | —     | —                                          | 89                                                            | 189    | —                                  |
| село Кроти                                                                                              | —                   | 1           | 1           | 1           | —      | 52               | 17                    | —     | —                                          | 29                                                            | 98     | —                                  |
| село Гурбинці                                                                                           | —                   | 4           | —           | 1           | —      | 61               | 58                    | —     | —                                          | 52                                                            | 171    | —                                  |
| село Кейбалівка                                                                                         | —                   | 1           | 1           | 1           | —      | 36               | 13                    | —     | —                                          | 27                                                            | 76     | —                                  |
| В хуторах близь села Завидівка військового товариша Зайковського                                        | —                   | —           | —           | —           | —      | —                | —                     | —     | —                                          | —                                                             | 1      | —                                  |
| Разом у частині сотні Яблунівської                                                                      | 2                   | 11          | 3           | 4           | —      | 219              | 118                   | —     | —                                          | 198                                                           | 535    | 1216                               |
| Відійшли до Лубенського повіту (Київського намісництва):                                                |                     |             |             |             |        |                  |                       |       |                                            |                                                               |        |                                    |
| село Карпилівка                                                                                         | —                   | 1           | 1           | —           | —      | 60               | 57                    | —     | —                                          | 5                                                             | 122    | —                                  |
| село Лазірки                                                                                            | —                   | 1           | 1           | 2           | —      | 34               | 7                     | —     | —                                          | 103                                                           | 144    | —                                  |
| селище Високий Горб                                                                                     | —                   | —           | —           | —           | —      | —                | —                     | —     | —                                          | 83                                                            | 83     | —                                  |
| 1. хутори Осавульщина та ін. майора 2. Боярського, військового товариша 3. Ограновича і возного Яновича | —                   | —           | —           | —           | —      | —                | —                     | —     | —                                          | 64                                                            | 64     | —                                  |
| 4. хутір Миловський                                                                                     | —                   | —           | —           | —           | —      | —                | —                     | —     | —                                          | 1                                                             | 1      | —                                  |
| 5. хутір Новоселицѣ                                                                                     | —                   | —           | —           | —           | —      | —                | —                     | —     | —                                          | 12                                                            | 12     | —                                  |
| 6. хутір Семешковщинѣ                                                                                   | —                   | —           | —           | —           | —      | —                | —                     | —     | —                                          | 26                                                            | 26     | —                                  |
| 7. хутір Пасічний                                                                                       | —                   | —           | —           | —           | —      | —                | —                     | —     | —                                          | 1                                                             | 1      | —                                  |
| Разом у частині сотні Яблунівської                                                                      | —                   | 2           | 2           | 2           | —      | 94               | 64                    | —     | —                                          | 295                                                           | 453    | 1065                               |
| Відійшли до Хорольського повіту (Київського намісництва):                                               |                     |             |             |             |        |                  |                       |       |                                            |                                                               |        |                                    |
| село Савинці                                                                                            | —                   | 2           | 1           | 1           | —      | 75               | 43                    | —     | 20                                         | 16                                                            | 154    | —                                  |
| село Золотухи                                                                                           | —                   | —           | 1           | 1           | —      | 104              | 15                    | —     | 21                                         | 12                                                            | 152    | —                                  |
| село Остапівка                                                                                          | 1                   | 3           | 2           | 1           | —      | 30               | 8                     | —     | 1                                          | 39                                                            | 78     | —                                  |
| село Денисівка                                                                                          | —                   | 1           | 1           | 1           | —      | 164              | 30                    | —     | —                                          | 64                                                            | 258    | —                                  |
| селище Тимки                                                                                            | —                   | —           | —           | —           | —      | —                | —                     | —     | —                                          | 39                                                            | 39     | —                                  |
| село Рудка                                                                                              | 1                   | —           | 1           | —           | —      | —                | —                     | —     | —                                          | 67                                                            | 67     | —                                  |
| 1. хутір бунчукового товариша Черницького                                                               | —                   | —           | —           | —           | —      | —                | —                     | —     | —                                          | 2                                                             | 2      | —                                  |
| 2. хутір Сухий Ржавський і військового товариша Івахненка                                               | —                   | —           | —           | —           | —      | —                | —                     | —     | —                                          | 2                                                             | 2      | —                                  |
| 3. хутір козаків Тарасенків                                                                             | —                   | —           | —           | —           | —      | 2                | —                     | —     | —                                          | 1                                                             | 3      | —                                  |
| 4. хутір значкового товариша Косинського                                                                | —                   | —           | —           | —           | —      | —                | —                     | —     | —                                          | 7                                                             | 7      | —                                  |
| 5. хутір полковника Милорадовича                                                                        | —                   | —           | —           | —           | —      | —                | —                     | —     | —                                          | 20                                                            | 20     | —                                  |
| 6. хутір козака Симпаровича                                                                             | —                   | —           | —           | —           | —      | 1                | —                     | —     | —                                          | 4                                                             | 5      | —                                  |
| 7. хутір козака Шаблѣ                                                                                   | —                   | —           | —           | —           | —      | 1                | —                     | —     | —                                          | —                                                             | 1      | —                                  |
| 8. хутір козака Тарандинського                                                                          | —                   | —           | —           | —           | —      | 1                | —                     | —     | —                                          | —                                                             | 1      | —                                  |
| 9. хутір осавула полкового Значка Яворського                                                            | —                   | —           | —           | —           | —      | —                | —                     | —     | —                                          | 11                                                            | 11     | —                                  |
| 10. хутір хорунжого сотенного Чеберачки                                                                 | —                   | —           | —           | —           | —      | —                | —                     | —     | —                                          | 1                                                             | 1      | —                                  |
| 11. хутір підкоморного Огроновича                                                                       | —                   | —           | —           | —           | —      | —                | —                     | —     | —                                          | 14                                                            | 14     | —                                  |
| 12. хутір козака Вороного                                                                               | —                   | —           | —           | —           | —      | 4                | —                     | —     | —                                          | 12                                                            | 16     | —                                  |
| 13. хутір значкового товариша Назарїева                                                                 | —                   | 1           | —           | —           | —      | —                | —                     | —     | —                                          | 8                                                             | 8      | —                                  |
| Разом у частині сотні Яблунівської                                                                      | 2                   | 7           | 6           | 4           | —      | 382              | 96                    | —     | 42                                         | 319                                                           | 839    | 2582                               |
| Всього у сотні Яблунівській                                                                             | 10                  | 34          | 22          | 21          | —      | 1027             | 479                   | —     | 127                                        | 1730                                                          | 3365   | 8704                               |